# Calamotropha baibarellus
Calamotropha baibarellus là một loài bướm đêm trong họ Crambidae.